# زیمنس و هالسکه
زیمنس و هالسکه (آلمانی: Siemens & Halske AG) یک شرکت آلمانی فعال در حوزهٔ مهندسی برق بود که بعدها جزئی از شرکت زیمنس گردید. این شرکت در برلین در سال ۱۸۴۷ پایه‌گذاری شد و در ابتدا به تولید تلگراف بر اساس اختراع ثبت‌شده توسط چارلز ویتستون در سال ۱۸۳۷ می‌پرداخت، و در سال ۱۸۴۸ یکی از اولین خطوط تلگرافی در اروپا را بین برلین و فرانکفورت ساخت.